# Ciclina I2
La ciclina I2 (CCNL2) es una proteína miembro de la familia de las ciclinas I y codificada en humanos por el gen CCNI2.
La ciclina I2 ha sido localizada en algunas muestras de la membrana citoplasmática de células endoteliales humanas, incluyendo la glándula salival. Sin embargo, ha estado ausente en muestras de células del conducto biliar, la mayoría de las células en el SNC, ganglios linfáticos, páncreas exocrino, células del músculo esquelético, ovario y bazo.

## Interacciones
La proteína ciclina I2 ha demostrado ser capaz de interaccionar con Cdk5 y FOXA1.
Se ha notado que, en modelos animales, varios medicamentos interfieren con la expresión del mRNA de la ciclina I2, incluyendo el acetaminofen, la amiodarona, el ácido valproico y la clorpromacina.